# Бетлегем стіл корпорейшн

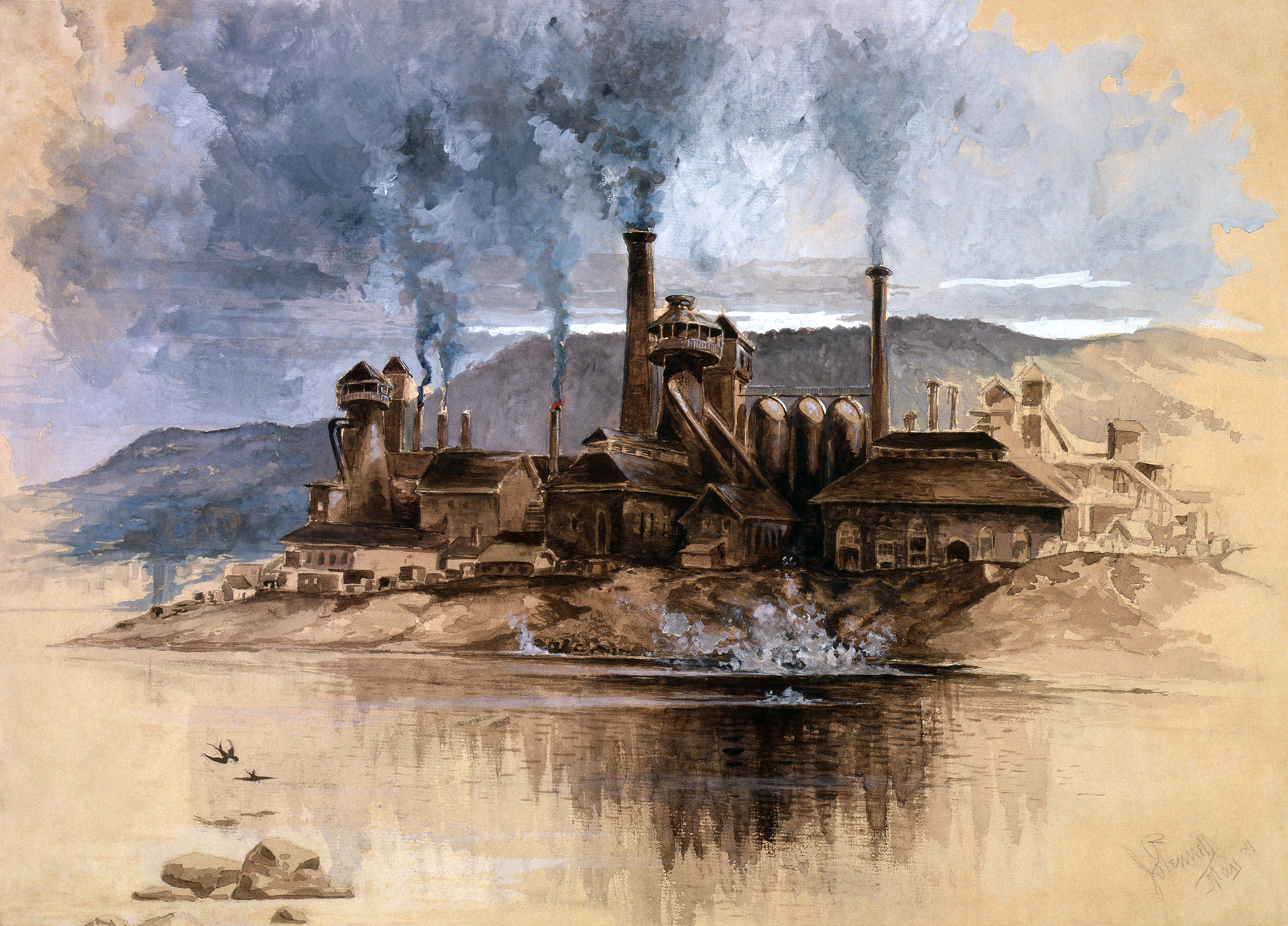
Бетлегемський металургійний завод. Травень 1881. Акварель Джозефа Пеннелла (Joseph Pennell)

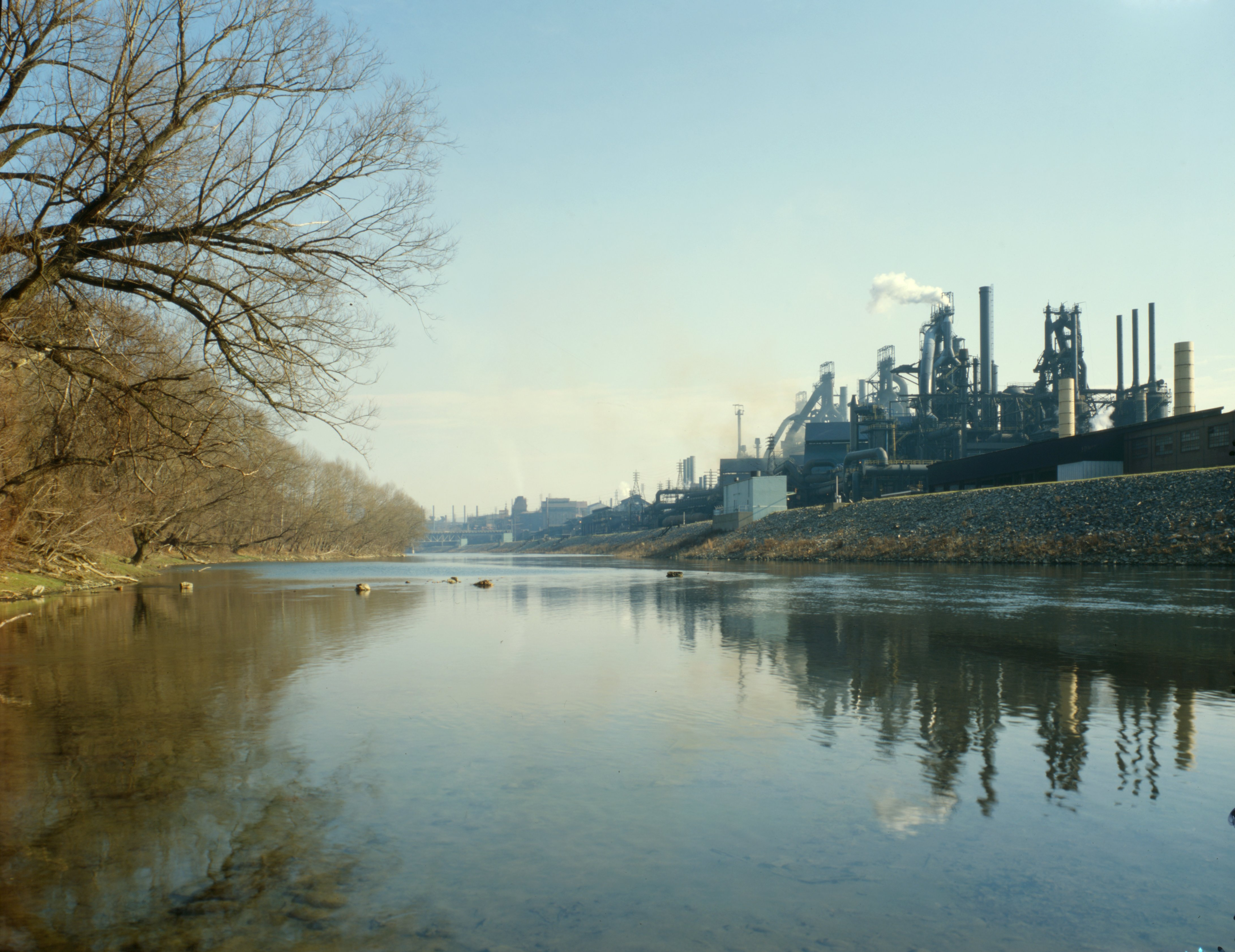
Завод у Бетлегемі на берегах річки Легай, 1979 рік

Бетлегем стіл корпорейшн (англ. Bethlehem Steel Corporation) — американська сталеливарна компанія, займала друге місце в металургійній промисловості США (після Юнайтед Стейтс стіл). Також була однією з найбільших суднобудівних компаній світу.
Найвищого розквіту компанія досягала наприкінці 50-х, коли промисловість Німеччини і Японії лежала в руїні. Виплавлялося 23 млн тонн сталі на рік. У 1957 році оборот становили $2,60 млрд доларів США, активи — $2,26 млрд доларів США. Чисельність працівників — 167 тис. робітників і службовців. $191 млн доларів США чистого прибутку. У 1958 році президент компанії Артур Гомер (англ. Arthur B. Homer) став найоплачуванішим менеджером у країні. Найбільший свій завод, у Барнс-Гарбор (англ. Burns Harbor), Індіана, компанія збудувала у 1962—1964 роках.
Збанкрутувала у 2001 році й була продана в 2003 компанії ISG (англ. International Steel Group), яка своєю чергою об'єдналась з індійською корпорацією Міттал Стіл (англ. Mittal Steel Company N.V.). Її історія — це історія становлення індустріальної могутності американської економіки. Її сучасний стан — уособлення економічного положення усієї країни — відмова від брудного виробництва, перехід на закордонну дешеву робочу силу, перехід металургійних активів до індійського та російського капіталів.